# 艾氏弱蜥魚
艾氏弱蜥魚（学名：Scopelosaurus adleri）为輻鰭魚綱仙女魚目崖蜥魚科弱蜥魚屬下的一个种，為深海底棲性魚類，分布於北太平洋，包括臺灣、日本、鄂霍次克海、白令海、阿拉斯加至卑詩省海域，深度102-1140公尺，體長可達31公分，棲息在底層水域，以頭足類、蝦子及魚類為食，生活習性不明。